# 寧海朴氏
寧海朴氏（ヨンヘバクし、ねいかいぼくし）は朝鮮の氏族の一つ。2015年に大韓民国で行われた国勢調査での人口は31,719人。

## 始祖
寧海朴氏の始祖である朴堤上は新羅婆娑王より4世の朴勿品の息子、訥祇王の代の忠臣として知られる。朴堤上より26世の朴命天が高麗時代に典法判書を務め、三重大匡壁上功臣として禮原君に任ぜられ、以後子孫たちは寧海を本貫とした。朴堤上を始祖、朴命天を中始祖として以後連綿と続いた。

## 本貫
寧海は慶尚北道東北部にあった地名である。元は高句麗の于尸郡であったのを新羅による朝鮮半島統一後有隣郡となった。高麗初期には禮州に改められ、1310年に領海部で改称、1913年盈徳郡に統合された。一部地域は寧海面として残る。
密陽朴氏、高霊朴氏、咸陽朴氏、竹山朴氏、商山朴氏、全州朴氏、順天朴氏、月城朴氏、蔚山朴氏、江陵朴氏、慶州朴氏と共に朴氏大宗親会（新羅五陵保存会）をなしている。

## 集姓村
- 慶尚北道奉化郡鳳城面遠屯里
- 江原特別自治道楊口郡方山面古方山里
- 江原道淮陽郡
- 平安北道定州郡安興面好峴洞[3]

## 分派
- 判書公派 - 朴寶生、朴東生、朴光先、朴光佑、朴光廷
- 太師公派 - 朴徳柱
- 遯翁公派 - 朴鞅
- 奉化公派 - 朴㽕
- 七義公派 - 朴忠玉

## 人物
- パク・ユン - 高麗で平章事を行い後判兵部事。
- パク・ウォンゲ - 高麗忠粛王の時の江陵島存撫使と典法判書。
- パク・キョン - 李朝が開国後の大司憲と元山府尹。
- パク・チャンリョン - 李朝の平壌庶尹。
- パク・ト - 李朝の判中樞府事。